# DNB Arena
DNB Arena er en skøjtebane, der ligger i Stavanger i Rogaland. er ca. 200 meter vest for Siddishallen i Stavanger og er fra 2012 hjemmearenaen for Stavanger Oilers. Arenaen blev åbnet 1. Oktober 2012.
Kapaciteten er 4250 (tidligere 4377) ved ishockeykampe og 5500 ved koncerter. Der er en restaurant med 164 pladser og 36 VIP-lodges. VIP-hytterne har et areal på 560 kvadratmeter, mens der er syv omklædningsrum. Isoverfladen er mindre end andre europæiske domstole, ifølge modellen fra de nordamerikanske domstole i National Hockey League, NHL.
Før DNB ASA købte rettighederne til arenanavnet, gik den kommende hall under navnet  Oilers Arena . De to skøjtebaner DNB Arena og Siddishallen ligger på modsatte sider af den gamle kommunegrænse mellem Stavanger og  Hetland med DNB Arena på Hetlandsiden og Siddishallen på Stavangersiden.